# أنطونيو كانيزاريس لوفيرا
أنطونيو كانيزاريس لوفيرا (بالإسبانية: Antonio Cañizares) (و. 1945  م) هو عالم عقيدة، وأستاذ جامعي، وكاهن كاثوليكي إسباني، شارك في المجمع المغلق 2013، هو عضوٌ في الأكاديمية الملكية للتاريخ.

## مناصب
تولى منصب كاردينال (منذ 24 مارس 2006)
- أسقف كاثوليكي (منذ 25 أبريل 1992)
- مطران كاثوليكي
- مطران طليطلة  [لغات أخرى]‏
- Roman Catholic Archbishop of Granada  [لغات أخرى]‏
- مطران  [لغات أخرى]‏
- Bishop of Valencia  [لغات أخرى]‏
- Roman Catholic Bishop of Ávila  [لغات أخرى]‏
- مطران كاثوليكي
- مطران كاثوليكي

.

## التعليم
تعلم في الجامعة البابوية في سلامنكا
.

## جوائز
حصل على جوائز منها:

Hijo Adoptivo de Toledo ‏ (2006)